# Campeonato Carioca 1944
In 1944 werd het 39ste Campeonato Carioca gespeeld voor voetbalclubs uit de toen nog Braziliaanse hoofdstad Rio de Janeiro. De competitie werd gespeeld van 1 juli tot 29 oktober. Flamengo werd kampioen. 

## Eindstand
| Plaats | Club          | Wed. | W  | G | V  | Saldo | Ptn. |
| ------ | ------------- | ---- | -- | - | -- | ----- | ---- |
| 1.     | Flamengo      | 18   | 13 | 2 | 3  | 50:18 | 28   |
| 2.     | Vasco da Gama | 18   | 12 | 2 | 4  | 53:27 | 26   |
| 2.     | Botafogo      | 18   | 12 | 2 | 4  | 38:21 | 26   |
| 4.     | Fluminense    | 18   | 10 | 4 | 4  | 45:27 | 24   |
| 5.     | America       | 18   | 9  | 3 | 6  | 42:37 | 21   |
| 6.     | Canto do Rio  | 18   | 6  | 5 | 7  | 34:37 | 17   |
| 7.     | Madureira     | 18   | 5  | 2 | 11 | 35:44 | 12   |
| 8.     | São Cristóvão | 18   | 4  | 2 | 12 | 24:36 | 10   |
| 8.     | Bangu         | 18   | 4  | 2 | 12 | 38:66 | 10   |
| 10.    | Bonsucesso    | 18   | 2  | 2 | 14 | 20:66 | 6    |

|  | Kampioen |

### Kampioen
| Campeonato Carioca de 1944    |
| Rio de Janeiro                |
| ----------------------------- |
| FLAMENGO Kampioen (10° titel) |

## Topschutters
| Speler            | Speler         | Goals | Club          |
| ----------------- | -------------- | ----- | ------------- |
| Vlag van Brazilië | Geraldinho     | 19    | Canto do Rio  |
| Vlag van Brazilië | Lelé           | 16    | Vasco da Gama |
| Vlag van Brazilië | Pirillo        | 13    | Flamengo      |
| Vlag van Brazilië | Ademir Menezes | 12    | Vasco da Gama |
| Vlag van Brazilië | Magones        | 12    | Fluminense    |